# اگراهرا، ارکلگاد
اگراهرا، ارکلگاد (به انگلیسی: Agrahara, Arkalgud) یک روستا در هند است که در کارناتاکا واقع شده‌است.

## خصوصیات
اگراهرا ۴ کیلومترمربع مساحت و ۱٬۲۰۰ نفر جمعیت دارد.